# Marco Tumminello
Marco Tumminello (* 6. November 1998 in Erice) ist ein italienischer Fußballspieler. Seit 2018 steht er bei Atalanta Bergamo unter Vertrag und ist momentan an SPAL Ferrara verliehen.

## Verein
Tumminello begann seine Karriere in der Jugend des AS Rom und stand 2015 erstmals im Profikader. Sein Debüt in der Serie A gab er im Januar 2016. Im Sommer 2017 wechselte Tumminello auf Leihbasis zum FC Crotone. Im Sommer 2018 wechselte er fest zu Atalanta Bergamo, wurde aber von dort weiter an US Lecce, Delfino Pescara und SPAL Ferrara verliehen.

## Nationalmannschaft
Von 2013 bis 2019 absolvierte Tumminello insgesamt 19 Partien für diverse Jugendauswahlen Italiens und erzielte dabei fünf Treffer.

## Erfolge
- Italienischer U-17-Meister: 2015
- Italienischer U-19-Meister: 2016
- Italienischer U-19-Pokalsieger: 2017
- Italienischer U-19-Superpokalsieger: 2017